# 楯齒孔首麗體魚
楯齒孔首麗體魚為輻鰭魚綱鱸形目隆頭魚亞目慈鯛科的其中一種，分布於非洲馬拉威湖流域，為特有種，體長可達25公分，棲息在植被生長淺水域，以腹足類為食，生活習性不明，可作為觀賞魚。